# Larcasia lannaensis
Larcasia lannaensis är en nattsländeart som beskrevs av Malicky och Chantaramongkol 1996. Larcasia lannaensis ingår i släktet Larcasia och familjen grusrörsnattsländor. Inga underarter finns listade i Catalogue of Life.